# Charles Yorke (5. hrabia Hardwicke)
Charles Philip Yorke (ur. 23 kwietnia 1836, zm. 18 maja 1897) – brytyjski arystokrata i polityk, najstarszy syn Charlesa Yorke'a, 4. hrabiego Hardwicke i Susan Liddell, córki 1. barona Ravensworth.

## Życiorys
W latach 1865–1873 zasiadał w Izbie Gmin jako reprezentant okręgu Cambridgeshire. Po śmierci ojca w 1873 r. odziedziczył tytuł hrabiego Hardwicke i zasiadł w Izbie Lordów. Był członkiem Tajnej Rady. W latach 1868–1874 r. pełnił funkcję Kontrolera Dworu Królewskiego. Był również zarządcą stajni królewskich w latach 1874-1880. W 1879 r. zorganizował wyścigi konne na torze w Ascot, które na jego cześć zostały nazwane "Hardwicke Stakes".
16 lutego 1863 r. poślubił Sophię Georgianę Robertinę Wellesley (1840 - 3 czerwca 1923), córkę Henry’ego Wellesleya, 1. hrabiego Cowley i Olivii FitzGerald-de Ros, córki lorda Henry’ego FitzGeralda. Charles i Sophia mieli razem syna i dwie córki:
- Feodorowna Yorke (1864 - 27 czerwca 1934), żona Humphreya Sturta, 2. barona Alington, miała dzieci
- Magdalen Yorke (1865 - 27 stycznia 1940), żona Richarda Williams-Burkeleya, miała dzieci (jej prawnuczka poślubiła 3. barona Astor of Hever)
- Albert Edward Philip Henry Yorke (14 marca 1867 - 29 listopada 1904), 6. hrabia Hardwicke